# Багдати (Лагодехский муниципалитет)
Багдати (груз. ბაღდადი) — село в Грузии, в муниципалитете Лагодехи края Кахетия. 

## География
Село расположено в восточной части края, в 25 километрах по прямой к юго-западу от центра муниципалитета Лагодехи. Высота центра — 180 метров над уровнем моря.

## Население
По данным переписи населения 2014 года, в селе проживало 316 человек.
| Год  | Население | Мужчины | Женщины |
| ---- | --------- | ------- | ------- |
| 2002 | 472       | 239     | 233     |
| 2014 | 316       | 162     | 154     |